# I-74/I-174
I-74/I-174 — підводний човен Імперського флоту Японії, який взяв участь у бойових діях Другої світової війни. Споруджений як І-74, корабель 20 травня 1942-го був перейменований на І-174, щоб звільнити нумерацію для нових крейсерських підводних човнів (так само вчинили щодо всіх субмарин KD типів).

## Довоєнна служба
І-74 належав до човнів типу KD6, при цьому він став першим у підтипі KD6B. У порівнянні з попереднім підтипом KD6A максимальна глибина занурення зросла з 70 до 85 метрів, а зі складу озброєння прибрали 7,7-мм кулемет (залишили лише один 13,2-мм кулемет). Дальність плавання нового підтипу рахувалась як 19 000 км при 16 вузлах (для KD6A відповідні показники становили 26 000 км при 10 вузлах).
І-74 спорудили у 1938 році на верфі ВМФ у Сасебо та включили до 11-ї дивізії підводних човнів.

## Перший похід
11—20 листопада 1941-го в межах підготовки до війни з США І-74 перейшов з японського порту Саєкі (острів Кюсю) на атол Кваджелейн (Маршаллові острови), а 23 листопада вирушив до Гавайських островів та на початку грудня зайняв позицію на південь від острова Ніїхау. Під час удару по Перл-Гарбору човен у разі потреби мав провадити порятунок збитих льотчиків.
17 грудня І-74 розпочав зворотний шлях, 23—25 грудня він провів рекогносцирування рифу Кінгмен (півтори тисячі кілометрів на південний захід від Гаваїв), а 31 грудня повернувся на Кваджелейн.
13 січня човен 1942-го попрямував до атола Мідвей, а 19 лютого досягнув японського порту Йокосука.

## Другий похід
Лише 15 квітня 1942-го І-74 знову вийшов на патрулювання в Тихому океані. За кілька діб по тому відбувся перший авіаційний наліт на Японію (рейд Дуліттла). При цьому літаки з американського авіаносного з'єднання також атакували японські дозорні сили та пошкодили низку патрульних кораблів. 19 квітня одне з них — Івате-Мару № 1 — затонуло, його екіпаж підібрав І-74. Ще через три доби човен передав врятованих на легкий крейсер «Кісо».
Витративши певний час на патрулювання, І-74 10 травня 1942-го прибув на Кваджелейн.

## Третій похід
20 травня човен вже як І-174 рушив з бази на Кваджелейні для участі в операції К-2 — повітряній розвідці Перл-Гарбору перед атакою на Мідвей. Втім, через вжиті американцями додаткові заходи протичовнової оборони на заході Гавайського архіпелагу операцію скасували.
Після катастрофи японського флоту під Мідвеєм І-174 ще певний час залишався у морі, а 20 червня завершив похід на Кваджелейні.

## Четвертий похід
9 липня 1942-го І-174 вирушив у похід із завданням провести рекогносцирування Порт-Морсбі, при цьому виявлене протікання нафти примусило зайти 23—24 липня для короткочасного ремонту до Рабаулу (головна передова база японців в архіпелазі Бісмарка, з якої здійснювались операції на Соломонових островах та сході Нової Гвінеї).
Не здобувши під час походу якихось перемог, човен завершив його 17 серпня 1942-го в Рабаулі.

## П'ятий похід
Оскільки ще 7 серпня союзники здійснили висадку на сході Соломонових островів, що започаткувало шестимісячну битву за Гуадалканал, наступний похід І-174 був пов'язаний з цими операціями. 23 серпня 1942-го човен вирушив з Рабаулу для патрулювання в районі острова Реннел (лежить за півтори сотні на південь від Гуадалканалу), проте не зміг досягнути якогось успіху і 22 вересня прибув на Трук.

## Шостий похід
16 жовтня 1942-го І-174 попрямував для патрулювання в районі Соломонових островів, так само не досягнув якихось перемог та 4 листопада повернувся на Трук.
6—12 листопада І-174 пройшов до Куре для ремонту, при цьому на початку 1943-го його перевели до 12-ї дивізії підводних човнів. Лише 5 травня 1943-го І-174 полишив Куре та за шість діб прибув на Трук.

## Сьомий похід
16 травня 1943-го човен вирушив для бойового патрулювання біля східного узбережжя Австралії. 28 травня він встиг вчасно зануритись та уникнув атаки патрульного літака, а 29 травня в районі за дві з половиною сотні кілометрів на північний схід від Сіднею невдало випустив дві торпеди по судну типу «Ліберті» Sheldon Jackson (у підсумку переживе війну).
У наступні кілька діб командир І-174 активно шукав та знаходив нові цілі, проте підсумкова результативність цих дій виявилась невисокою. 1 червня 1943-го в районі Брисбену він зустрів вантажне судно Point San Pedro. З останнього також помітили човен та перейшли на протичовновий зигзаг. І-174 дав залп із 4 торпед, проте жодна з них не влучила в ціль (Point San Pedro також переживе війну). На пошуки японської субмарини підняли патрульну авіацію, проте їй не вдалось виявити І-174.
3 червня 1943-го І-174 виявив на значній дистанції великий конвой, щоб наздогнати довелось сплисти на поверхню. Втім, через якийсь час кораблі охорони виявили І-174 та попрямували в його бік, що вимусило перервати переслідування та зануритись. 4 червня в районі мису Моретон (на підходах до Брисбену) з човна помітили транспорт Edward Chambers та знову спливли, розраховуючи уразити віддалену ціль артилерією. І-174 безрезультатно випустив 9 снарядів, а після того, як транспорт відкрив вогонь у відповідь зі своєї 75-мм гармати, занурився (можливо відзначити, що і Edward Chambers у підсумку дочекається мирного часу). Пошуки японського корабля розпочали корвет HMAS Bendigo (з охорони конвою P.G.53, який проходив неподалік) та 5 літаків, проте їм не вдалось досягнути успіху.
Не здобувши результатів біля Брисбену, І-174 перейшов на чотири сотні кілометрів південніше та 5 червня біля Коффс-Гарбор зустрів конвой P.G.53. На морі була штормова погода із низькою видимістю, тому човен сплив на поверхню лише за 1,5 км від ворожого загону. Втім, і в цих умовах І-174 був виявлений літаком та двічі екстрено занурювався. Після чергового підйому командир човна приготувався дати торпедний залп по конвою, який тепер знаходився за 5 км від нього, проте на цей раз субмарину помітив корабель ескорту, який попрямував до неї та примусив до чергового занурення. Так само завершилась і четверта спроба зближення у надводному положенні. Нарешті, І-174 попрямував у пункт, де розраховував зустріти конвой вранці, втім, маршрут P.G.53 виявився дещо іншим і він пройшов на відстані двох десятків кілометрів від японського підводного човна.
7 червня за сотню миль на схід від Сіднею з І-174 помітили судно типу «Ліберті» John Bartram. Хоча воно використовувало протичовновий зигзаг, проте японський човен зміг зайняти положення для атаки та випустив 4 торпеди. На І-174 чули кілька вибухів, проте насправді John Bartram не отримав пошкоджень (і це судно переживе війну). Того ж дня І-174 продовжив рух на південь, при цьому якесь судно безрезультатно скинуло на нього дві глибинні бомби.
13 червня 1943-го неподалік від Вуллонгонг (півсотні кілометрів на південь від Сіднею) І-174 виявив великий конвой, проте так і не зміг до нього наблизитись. А наступної доби човен двічі екстрено занурювався через атаки патрульного літака, який скинув кілька бомб. Нарешті, 16 червня в районі на південний схід від Коффс-Гарбор І-174 знайшов конвой GP 55 та провів свою першу успішну атаку. Човну вдалось непомітно подолати лінію ескортних кораблів та випустити дві торпеди. Одна з них влучила в танкодесантне судно LST-469 та пошкодила його (загинуло 26 осіб), втім, корабель вдалось відбуксирувати у Сідней (згодом він був відремонтований та взяв участь у численних висадках). Друга торпеда влучила у транспорт Portmar (5551 GRT), який віз вантаж боєприпасів та пального. Судно вибухнуло та за сім хвилин затонуло.
20 червня 1943-го човен полишив австралійські води, пройшов через район на схід від Соломонових островів та 1 липня прибув на Трук.

## Постачання Нової Гвінеї
9—13 серпня 1943-го І-174 перейшов до Рабаулу. На той час японський гарнізон району Лае-Саламауа на Новій Гвінеї (у глибині затоки Хуон) був у важкому становищі, зокрема через транспортну блокаду (остання спроба провести сюди конвой завершилась розгромом в битві у морі Бісмарка ще в березні). Як наслідок, до його постачання залучили підводні човни. 2 вересня І-174 розвантажився в Лае, а на зворотному шляху був безрезультатно атакований ворожим літаком.
7—12 вересня 1943-го човен здійснив новий рейс до Лае. 9 вересня він розвантажився, прийняв на борт 30 поранених та попрямував до Рабаулу. Цього разу І-174 на зворотному шляху атакували двічі — спершу есмінець, який скинув 26 глибинних бомб (по вичерпанні запасів кисню човен сплив на поверхню в готовності до останнього бою, проте ворожий корабель вже полишив район), а вже неподалік від Рабаулу на нього скинули бомби літаки В-17, проте їх розриви не завдали істотних пошкоджень.
21 вересня 1943-го І-174 доправив вантаж до Фіншхафену на східному узбережжі півострова Хуон (на той час союзники вже завершили операцію проти Лае-Саламауа), а наступної доби тут вже висадились австралійці. І-174 повернувся до Нової Гвінеї у спробі перехопити вороже з'єднання, проте не досягнув якихось успіхів.
Наступний транспортний рейс І-174 здійснив вже до Сіо на північному узбережжі Хуону, де розвантажився 1 жовтня 1943-го, а 16 жовтня човен повернувся на Трук.

## Восьмий похід
19 листопада 1943-го американське угруповання із десятків великих бойових кораблів та двох сотень транспортних суден розпочало операцію захоплення островів Гілберта. Японці не наважились протидіяти надводними силами, проте вислали сюди підводні човни. Зокрема, І-174 полишив Трук 24 листопада та попрямував у визначений район бойового патрулювання на північний захід від острова Макін.
Вночі 6 грудня 1943-го човен провадив зарядку батарей у надводному положенні, коли до нього став наближатись есмінець. І-174 екстрено занурився, а ворожий корабель провів атаку глибинними бомбами. На підводному човні розпочалось протікання в машинному відділенні, проте ще більшу загрозу становило вичерпання кисню. Коли запаси останнього підійшли до завершення, І-174 сплив та під прикриттям поганої погоди зміг узяти курс на Трук. Не пізніше 20 грудня човен вже був на цій базі, а 23—30 грудня перейшов до Куре.

## Дев'ятий похід
3 квітня 1944-го І-174 попрямував до Мікронезії, де за час його відсутності американці заволоділи Маршалловими островами та провели нищівний рейд на Трук.
12 квітня патрульний літак PB4Y-1 «Ліберейтор», який вилетів з бази на атолі Еніветок (крайній північний захід Маршаллових островів) в районі за три з половиною сотні кілометрів на північний схід від Труку (та за тисячу кілометрів на захід від Еніветоку) атакував глибинними бомбами підводний човен. Екіпаж літака доповів про знищення субмарини, а на воді у наступні дві доби спостерігались сліди нафти. Ймовірно, саме цей епізод став фатальним для І-174, який загинув разом з усіма 106 членами екіпажу.

## Бойовий рахунок
| Дата       | Назва   | Тип      | Тоннаж | Місце            |
| 16.06.1943 | Portmar | вантажне | 5551   | 30°59'S 153°48'E |